# آفرینش‌گرایی
آفرینش‌گرایی یا خلقت‌گرایی (به انگلیسی: Creationism) باوری مذهبی است که بر اساس آن گیتی و زندگی، توسط موجود یا موجوداتی فراطبیعی (عموماً با نام خدا) به‌وجود آمده‌اند. این باور در مقابل نتایج علمی است، که وجود زندگی و گیتی را با فرایندهای طبیعی توضیح می‌دهند و از نظر علمی در دستهٔ شبه‌علم قرار می‌گیرد. اصطلاح آفرینش‌گرا اولین بار در سال ۱۸۵۶ میلادی در نامه‌ای از چارلز داروین، برای اشاره به کسانی که براساس دلایل مذهبی با گسترش فرگشت در علوم مخالفت می‌کردند، به‌کار رفت. آفرینش‌گرایی طیف زیادی از دیدگاه‌ها را شامل می‌شود؛ از جمله نسخهٔ الهیاتی آن، که به‌صورت فرگشت الهی شناخته می‌شود و باور دارد که یافته‌های علم و آفرینش هر دو صحیح هستند. اما عبارت آفرینش‌گرا عموماً برای اشاره به آفرینش‌گراهای لفظی (به انگلیسی: literal creationist) مورد استفاده قرار می‌گیرد، که جنبه‌های مختلف علمی را رد کرده و به جای آن باورهای شبه‌علمی را گسترش می‌دهند.
آفرینش‌گراها عموماً بنیاد باورهای خود را بر خوانش بنیادگرایانه از کتب آسمانی، مانند روایت آفرینش در قرآن یا سفر پیدایش بنا می‌کنند.
برخی آفرینش‌گرایان معیارهایی نظیر علت وجودی، مبدأ و غایت حکیمانه را جزو شروط و معیارهای یک اندیشه قابل قبول می‌دانند، حال آنکه نظریات علمی از جمله نظریه فرگشت، مبتنی بر چنین رویکردی نیست و قائل به چنین معیارهایی نمی‌باشد.

## مبنای انجیلی
شالوده بسیاری از اعتقادات آفرینش گرایان تفسیری تحت اللفظی یا نیمه تحت اللفظی از عهد عتیق است، به خصوص از داستان‌های سفر پیدایش:
- روایت آفرینش سفر پیدایش (پیدایش ۱ الی ۲)، توضیح می‌دهد که چگونه خدا جهان را در طی یک سری اعمال آفرینشی طی شش روز می‌آفریند و اولین مرد و زن را (آدم و حوا) در باغی الهی (باغ عدن) قرار می‌دهد. این داستان مبنای کیهان‌شناسی و زیست‌شناسی آفرینش گرا است.
- روایت طوفان سفر پیدایش (پیدایش ۶ الی ۹) تعریف می‌کند که چگونه خدا دنیا و تمام حیات را از طریق طوفانی عظیم نابود کرده، و نمایندگانی از هر شکل حیات را توسط کشتی نوح نجات می‌دهد. این روایت شالوده زمین‌شناسی آفرینش گرا را، که بیش تر تحت عنوان زمین‌شناسی طوفان شناخته می‌شود، شکل می‌دهد.

عنصری مهم فراتر از این، تفسیر گاه‌نگاری انجیلی است، سیستم مفصل دوران‌های حیات، «نسل‌ها»، و دیگر طریقی که از طریق آن کتاب مقدس، گذر رویدادها را برآورد می‌کند، از سفر پیدایش (پیدایش ۱:۱) تا کتاب دانیال، آخرین کتاب انجیلی که این گاه‌نگاری در آن نمود پیدا می‌کند. دهه‌های اخیر تلاش‌هایی را برای پایین آوردن پیوند آفرینش‌گرایی از کتاب مقدس و قالب‌گیری مجدد آن به عنوان علم به خود دیده‌است: این تلاش‌ها شامل علوم آفرینش و طراحی هوشمند می‌شود. همچنین اشکال غیر مسیحی آفرینش گرایی نیز وجود دارند، به‌طور قابل ملاحظه ای آفرینش گرایی اسلامی و آفرینش گرایی هندو.

## انواع
تلاش‌های مختلفی صورت گرفته‌است تا آفرینش‌گرایی را دسته‌بندی کند. آفرینش‌گرایی که طیف وسیعی از باورها را شامل می‌شود را می‌توان به‌صورت کلی به رده‌های زیر دسته‌بندی کرد.
|                                 | به‌وجود آمدن انسان                                                                  | به‌وجود آمدن گونه‌های زیستی                                                       | زمین                                                                | عمر گیتی                                                        |
| ------------------------------- | ---------------------------------------------------------------------------------- | ------------------------------------------------------------------------------- | ------------------------------------------------------------------- | --------------------------------------------------------------- |
| آفرینش‌گرایی زمین جوان           | مستقیماً توسط خدا.                                                                  | مستقیماً توسط خدا. بدون هرگونه فرگشت.                                            | عمر کمتر از ۱۰٬۰۰۰ سال. شکل کلی آن توسط یک سیل جهانی تغییر کرده‌است. | کمتر از ۱۰٬۰۰۰ سال. (برخی این را فقط برای منظومه شمسی می‌پذیرند) |
| آفرینش‌گرایی حفره‌ای              | مستقیماً توسط خدا.                                                                  | مستقیماً توسط خدا. بدون هرگونه فرگشت.                                            | عمر مطرح شده علمی. شکل کلی آن توسط یک سیل جهانی تغییر کرده‌است.      | عمر مطرح شده علمی.                                              |
| آفرینش‌گرایی تدریجی              | مستقیماً توسط خدا به‌صورت نخستی‌ها                                                    | آفرینش مستقیم و فرگشت بعد از آن. نسب مشترک با انسان‌ها ندارند.                   | عمر مطرح شده علمی. بدون سیل جهانی.                                  | عمر مطرح شده علمی.                                              |
| طراحی هوشمند                    | طرفدارانش عقاید مختلفی دارند (برای مثال مایکل بهی به فرگشت از نخستی‌ها اعتقاد دارد) | در گذشته توسط معجزه به‌وجود آمده‌اند. دلیل ارائه شده آن‌ها پیچیدگی کاهش‌ناپذیر است. | باورهای متفاوت. برخی اعتقاد دارند زمین توسط معجزه به‌وجود آمده‌است.   | عمر مطرح شده علمی.                                              |
| فرگشت الهی (آفرینش‌گرایی فرگشتی) | فرگشت از نخستی‌ها.                                                                  | فرگشت از یک جد مشترک.                                                           | عمر مطرح شده علمی. بدون سیل جهانی.                                  | عمر مطرح شده علمی.                                              |

## انتقادات
- خدای حفره‌ها